# Briceño (ort i Antioquia, lat 7,11, long -75,55)
Briceño är en ort i Colombia.   Den ligger i departementet Antioquía, i den nordvästra delen av landet, 300 km nordväst om huvudstaden Bogotá. Briceño ligger 1 240 meter över havet och antalet invånare är 2 214.
Terrängen runt Briceño är bergig, och sluttar norrut. Runt Briceño är det ganska glesbefolkat, med 29 invånare per kvadratkilometer. Det finns inga andra samhällen i närheten. I omgivningarna runt Briceño växer i huvudsak städsegrön lövskog.